# 梁卓然
梁卓然（1966年12月15日—，SC），香港特別行政區第6任刑事檢控專員，曾任教於香港城市大學、香港大學及香港科技大學。

## 簡歷
梁卓然於1992年取得香港律師資格，1995年任律政司刑事檢控科檢察官，1997年任高級政府律師，1998年成為香港大律師。
2009年任副首席政府律師，2012年任副刑事檢控專員，2013年任首席政府律師，2015年任資深大律師，2017年署任刑事檢控專員，2018年任刑事檢控專員，2020年辭任刑事檢控專員。
梁卓然曾任教於香港城市大學、香港大學及香港科技大學，任教科目包括民事和刑事訴訟程序（Civil and Criminal Procedure）、民事和刑事辯護（Civil and Criminal Advocacy、Procedure）及仲裁證明和數位證據（and Proof in Arbitration and Digital Evidence）。
2000年，他被任命為香港大學法學院專業法律教育系的名譽講師。

## 法律生涯

### 擔任政府律師
梁卓然擔任政府律師期間曾參與多宗備受關注的案件，包括擔任七警案的控方律師、重奪公民廣場案、佔中九子案及2016年旺角騷亂。

### 擔任刑事檢控專員
前任刑事檢控專員楊家雄於2017年9月9日離任後，政府於2017年12月29日發出新聞稿任命梁卓然為刑事檢控專員。2019年1月11日，政府正式刊憲批准梁卓然為刑事檢控專員，並註明生效日期為2018年6月29日，而此前半年為署任刑事檢控專員。公民黨郭榮鏗認為委任至刊憲相隔逾一年並不合理，質疑林鄭月娥試圖影響梁卓然的檢控決定。
梁卓然擔任刑事檢控專員期間，曾處理鄭若驊夫婦僭建風波。梁卓然遵從屋宇署的建議徵詢資深大律師蔡維邦後，決定不控告鄭若驊，僅控告其丈夫潘樂陶。
2018年12月12日，律政司決定不就梁振英涉嫌收取澳洲企業款項事件檢控梁振英，《香港01》質疑有關決定是由鄭若驊還是梁卓然作出。
2020年7月31日，梁卓然透過內部電郵向律政司表示已辭任刑事檢控專員一職，並將於年底卸任。梁卓然在電子郵件中指自己在刑事檢控運作方面與律政司司長的看法不一致。此外，梁卓然亦於電子郵件中提及自己並沒有協助及參與港區國安法相關的案件。

## 爭議

### “不誠實證人”
2005年中，梁卓然因為一宗民事案被大學同學兼同為大律師的韓尚志（Kevin Hon）起訴，案件編號為DCCJ3619/2002。法官吳美玲在2006年的判決中說梁卓然的證詞「不令人信服」，她更稱「不相信梁的證供可靠」，並判梁卓然敗訴，須向韓尚志支付逾40萬港元的賠償。梁不對此案提出上訴。

### 匿名信受指名批評
在2019年7月28日港島區衝突後共有44人被控暴動罪，並迅速地在7月31日提堂，引起各方關注。2019年8月1日，至少5名檢察官利用律政司的信紙出公開匿名信指摘鄭若驊和梁卓然。信中指梁卓然既是資深大律師，亦是刑事法專才，負責掌管香港所有刑事檢控，應該把關和作出獨立判斷。該信更指「梁卓然被視檢控原則如糞土的律政司司長鄭若驊踐踏，不能做好刑事檢控專員的工作及保障正義得以伸張，無辜的得到釋放」。。該公開信更指摘梁卓然只求「明哲保身，為未來晉升高等法院法官鋪路。」律政司與梁卓然事後發出聲明，表示有關指控完全沒有事實根據。

### 反送中案件
案件編號：ESCC2329/2019
2019年10月13日，觀塘港鐵站外執勤的一名防暴警察梁兆祥，遭一名18歲少年許添力用利器割傷頸部。該少年被控一項「有意圖而傷人」罪，控方庭上就匿名申請， 控罪書上受傷的警務人員以「X」為代號。此案在12月27日再度提堂，為近期多宗涉案警員匿名的案件之中，首次由梁卓然親自陳詞。在1月24日被裁判官何俊堯駁回，認為匿名令申請為多餘，因高等法院早前頒布禁止針對警務人員「起底」的臨時禁制令，加上該名遇襲警員事後「高調主動受訪，另一方面卻又要求隱匿個人資料，取態矛盾，令人質疑是否真的需要頒匿名令」。控方當天修訂以及新增企圖謀殺控罪，並押後至3月2日在東區法院作轉交文件程序。由於疫情爆發，案件繼續被押後至8月3日。8月3日被告因留院觀察，控方繼續申請押後，裁判官鄭紀航將案件押後至10月19日，被告還押於看守所將會超過一年。

### 荃灣警署強姦案
在荃灣警署強姦案中警方，律政司，及身為刑事撿控專員的梁卓然被質疑沒有遵守 “罪行受害者約章” ，令到受害人因為報警落案而成為被警察通緝的被告。“罪行受害者約章”保障受害者舉報罪行後「有權取得資料」,「有權取得調查和檢控工作的資料」，及「有私隱權和保密權」。受害人X小姐於10月22日由律師陪同下到警署落案 。之後亦因警方要求取得法醫及胎兒DNA報告。律師在其律師行Facebook出聲明指出直 到1月16日為止警方從來沒有向受害人X小姐「要求她澄清她證供的任何部分，亦從來未有告知她她的說明有任何問題。而不管X小姐的多次要求，警方從未告知她警方是否已經從政府化驗所取得有關施暴者的DNA報告。她亦從未被告知警方正就案件證據向律政司索取意見，或有關案件的調查已經告一段落」，卻在當天媒體報導上「得知警務處處長公開指稱受害人的投訴是『假消息』及『正循誤導警員或給予假口供』方向調查」，質疑有違私隱和保密權。雖然在2020年4月6日，律政司通知律師，指 “警方不會繼續進行調查並聲稱受害人的投訴與他們所得的證據不符。雖然受害人的律師作出有關要求，但他們未有提供該證據的細節，所以受害人未能說服律政司受害人的說法是真的，亦未有機會反駁指稱受害人的說法與其他證據不符的言論”，質疑有違受害人「有權取得調查和檢控工作的資料」約章。案件直到5月12日受害人經其律師行Facebook出聲明指他們又一次於大眾媒體上得知警方「已經攞完律政署嘅指示，應該係要拘捕呢名女子畀假口供，但由於受害人潛逃咗，所以𠵱家係通緝」。

## 著作
梁卓然的法律著作包括：
- Annotated Ordinances of Hong Kong of the Costs in Criminal Cases Ordinance, Cap. 492 (1997 and 2007)[29]
- Hong Kong Archbold 2004
- Contributor of "Electronic Evidence : Disclosure, Discovery & Admissibility" (May 2007 and 2010)
- Contributor of "Professional Conduct and Risk Management in Hong Kong" (December 2007)

## 家庭
梁卓然的妻子於律政司刑事檢控科任職高級政府律師。